# Wissam Eid
Wissam (Mahmoud) Eid (وسام (محمود) عيد), né le  2 octobre 1976 à Deir Ammar, près de Tripoli et mort assassiné le 25 janvier 2008 à Beyrouth a été un haut responsable des services de renseignement au sein des FSI (Forces de Sécurité Intérieures) libanaises. Il était chargé du volet technique des enquêtes sur les attentats survenus au cours des trois dernières  années et avait fourni d’importantes informations à la commission d’enquête internationale sur l’assassinat de l’ancien Premier ministre Rafic Hariri.

## Biographie
Fils d'un officier des FSI Libanaises, il effectue ses études à Tripoli, puis il obtient un diplôme d'ingénieur en système informatique de l'Université de Balamand en 1999.

## L'attentat
Le 25 janvier 2008 à 10h du matin, malgré le blindage de son véhicule, un attentat-suicide à la voiture piégée contenant une seule charge explosive de 75 kg de TNT le tue en même temps qu'une dizaine de personnes et blesse une centaine de passants sur la route dans la banlieue de Hazmieh. Au moment de l'attentat, Wissam Eid se rendait à Monteverde au siège de la commission d’enquête du Tribunal spécial pour le Liban (TSL).